# Mistrzostwa Europy w Wioślarstwie 2013
73. Mistrzostwa Europy w Wioślarstwie odbyły się między 31 maja a 2 czerwca 2013 w hiszpańskiej Sewilli. Mistrzostwa zostały zorganizowane przez Międzynarodową Federację Wioślarską.

## Medaliści

### Mężczyźni
| Konkurencja                                          | Złoto | Srebro | Brąz | Wyniki |
| M1x (jedynka) (szczegóły)                            | Ondřej Synek | Marcel Hacker | Roel Braas | [ 1 ]  |
| LM1x (jedynka wagi lekkiej) (szczegóły)              | Henrik Stephansen | Pedro Fraga | Jonathan Koch | [ 2 ]  |
| M2x (dwójka podwójna) (szczegóły)                    | Włochy · Alessio Sartori · Romano Battisti | Litwa · Rolandas Maščinskas · Saulius Ritter | Norwegia · Nils Jakob Hoff · Kjetil Borch | [ 3 ]  |
| LM2x (dwójka podwójna wagi lekkiej) (szczegóły)      | Francja · Stany Delayre · Jérémie Azou | Norwegia · Kristoffer Brun · Are Strandli | Szwajcaria · Simon Schürch · Mario Gyr | [ 4 ]  |
| M2- (dwójka bez sternika) (szczegóły)                | Serbia · Nenad Beđik · Nikola Stojić | Polska · Wojciech Gutorski · Jarosław Godek | Holandia · Rogier Blink · Mitchel Steenman | [ 5 ]  |
| LM2- (dwójka bez sternika wagi lekkiej) (szczegóły)  | Szwajcaria · Simon Niepmann · Lucas Tramèr | Włochy · Guido Gravina · Giorgio Tuccinardi | Hiszpania · Xavier Vela Maggi · Daniel Sigurbjörnsson Benet | [ 6 ]  |
| M4x (czwórka podwójna) (szczegóły)                   | Niemcy · Karl Schulze · Paul Heinrich · Lauritz Schoof · Tim Grohmann                                                                                            | Polska · Dawid Grabowski · Konrad Wasielewski · Piotr Licznerski · Adam Wicenciak                                                                                            | Włochy · Franck Solforosi · Guillaume Raineau · Augustin Mouterde · Thomas Baroutkh                                                                                      | [ 7 ]  |
| M4- (czwórka bez sternika) (szczegóły)               | Holandia · Boaz Meylink · Kaj Hendriks · Mechiel Versluis · Robert Lücken                                                                                        | Rumunia · Marius-Vasile Cozmiuc · George Palamariu · Cristi-Ilie Pirghie · Florin Curuea                                                                                     | Niemcy · Toni Seifert · Felix Wimberger · Malte Jakschik · Max Planer | [ 8 ]  |
| LM4- (czwórka bez sternika wagi lekkiej) (szczegóły) | Dania · Kasper Winther Jørgensen · Jacob Larsen · Jacob Barsøe · Morten Jørgensen                                                                                | Czechy · Jan Vetešník · Ondřej Vetešník · Jiří Kopáč · Miroslav Vraštil | Francja · Nikola Selaković · Miloš Stanojević · Nenad Babović · Miloš Tomić                                                                                              | [ 9 ]  |
| M8+ (ósemka) (szczegóły)                             | Niemcy · Maximilian Munski · Hannes Ocik · Maximilian Reinelt · Felix Drahotta · Anton Braun · Richard Schimidt · Kristof Wilke · Eric Johannesen · Martin Sauer | Polska · Marcin Brzeziński · Piotr Juszczak · Mikołaj Burda · Piotr Hojka · Zbigniew Schodowski · Michał Szpakowski · Krystian Aranowski · Rafał Hejmej · Daniel Trojanowski | Holandia · Sjoerd de Groot · Ruben Knab · Gerbren Spoelstra · Thomas Doornbos · Vincent van der Want · Boudewijn Roell · David Kuiper · Govert Viergever · Peter Wiersum | [ 10 ] |

### Kobiety
| Konkurencja                                     | Złoto | Srebro | Brąz | Wyniki |
| W1x (jedynka) (szczegóły)                       | Miroslava Knapková | Magdalena Lobing | Inge Janssen | [ 11 ] |
| LW1x (jedynka wagi lekkiej) (szczegóły)         | Ekaterini Nikolaidu | Michaela Taupe-Traer | Marie-Anne Frenken | [ 12 ] |
| W2x (dwójka podwójna) (szczegóły)               | Litwa · Donata Vištartaitė · Milda Valčiukaitė | Polska · Magdalena Fularczyk · Natalia Madaj | Białoruś · Kaciaryna Karsten · Julija Biczyk | [ 13 ] |
| LW2x (dwójka podwójna wagi lekkiej) (szczegóły) | Włochy · Laura Milani · Elisabetta Sancassani | Niemcy · Lena Müller · Anja Noske | Polska · Weronika Deresz · Katarzyna Wełna | [ 14 ] |
| W2- (dwójka bez sternika) (szczegóły)           | Rumunia · Cristina Grigoraș · Andreea Boghian | Niemcy · Kerstin Hartmann · Marlene Sinnig | Ukraina · Switłana Nowyczenko · Anna Koncewa | [ 15 ] |
| W4x (czwórka podwójna) (szczegóły)              | Niemcy · Annekatrin Thiele · Carina Bär · Julia Richter · Britta Oppelt                                                                                                  | Holandia · Wianka Van Drop · Sophie Souwer · Lisa Scheenaard · Nicole Beukers                                                                               | Włochy · Laura Schiavone · Giada Colombo · Sara Magnaghi · Gaia Palma | [ 16 ] |
| W8+ (ósemka) (szczegóły)                        | Rumunia · Roxana Cogianu · Ionela Zaharia · Cristina Grigoraș · Irina Dorneanu · Adelina Cojocariu · Andreea Boghian · Camelia Lupascu · Nicoleta Albu · Daniela Druncea | Niemcy · Lisa Kemmerer · Anne Becker · Sophie Paul · Ulrike Sennewald · Michaela Schmidt · Ronja Schütte · Julia Lepke · Kathrin Marchand · Laura Schwensen | Rosja · Julija Inoziemcewa · Oksana Striełkowa · Anastasija Karabelszikowa · Aleksandra Fiedorowa · Tatiana Afinogienowa · Anastasija Tichonowa · Jelizawieta Tichonowa · Anastasija Żukowa · Ksienija Wołkowa | [ 17 ] |

## Klasyfikacja medalowa
| Miejsce | Państwo    | Złoto | Srebro | Brąz | Razem |
| ------- | ---------- | ----- | ------ | ---- | ----- |
| 1.      | Niemcy     | 3     | 4      | 2    | 9     |
| 2.      | Włochy     | 2     | 1      | 2    | 5     |
| 3.      | Czechy     | 2     | 1      | 0    | 3     |
| 3.      | Rumunia    | 2     | 1      | 0    | 3     |
| 5.      | Dania      | 2     | 0      | 0    | 2     |
| 6.      | Holandia   | 1     | 1      | 5    | 7     |
| 7.      | Litwa      | 1     | 1      | 0    | 2     |
| 8.      | Francja    | 1     | 0      | 1    | 2     |
| 8.      | Szwajcaria | 1     | 0      | 1    | 2     |
| 10.     | Grecja     | 1     | 0      | 0    | 1     |
| 10.     | Serbia     | 1     | 0      | 0    | 1     |
| 12.     | Polska     | 0     | 4      | 1    | 5     |
| 13.     | Austria    | 0     | 2      | 0    | 2     |
| 14.     | Norwegia   | 0     | 1      | 1    | 2     |
| 15.     | Portugalia | 0     | 1      | 0    | 1     |
| 16.     | Białoruś   | 0     | 0      | 1    | 1     |
| 16.     | Rosja      | 0     | 0      | 1    | 1     |
| 16.     | Hiszpania  | 0     | 0      | 1    | 1     |
| 16.     | Ukraina    | 0     | 0      | 1    | 1     |